# Худякова (Курганская область)
Худякова — упразднённая деревня в Белозерском районе Курганской области. Входила в состав Скопинского сельсовета. Исключена из учётных данных в 2007 году.

## География
Располагалась на правом берегу безымянного ручья, на расстоянии примерно 1,5 километров (по прямой) к юго-востоку от села Скопино.

## История
До 1917 года входила в состав Мендерской волости Курганского уезда Тобольской губернии. По данным на 1926 год деревня Пушкарева состояла из 111 хозяйства. В административном отношении входила в состав Скопинского сельсовета Белозерского района Курганского округа Уральской области. Упразднена законом от 04 октября 2007 года № 294.

## Население
По данным переписи 1926 года в деревне проживало 550 человек (262 мужчины и 288 женщин), в том числе: русские составляли 100 % населения.
Согласно результатам Всероссийской переписи населения 2002 года, в деревне проживал 5 человек, в национальной структуре населения русские составляли 100 %.